# Mirafuentes
Mirafuentes es un municipio español de la Comunidad Foral de Navarra, situado en la Merindad de Estella, perteneciente al Valle de la Berrueza / Berrotza, a 72 km de la capital de la comunidad, Pamplona. Su población en 2024 fue de 58 habitantes (INE).

## Toponimia
El topónimo es de origen desconocido. En documentos antiguos se menciona como Merifuentes (1236, 1254, 1312, 1313, 1350), Mirifontes (1274, 1280), Mirifuentes (1236,1268, 1366, 1532)

## Símbolos
El escudo de armas del lugar de Mirafuentes tiene el siguiente blasón:

Trae de oro y tres rosas de gules en triángulo mayor, esto es, dos en jefe y una en punta.

## Geografía
La localidad de Mirafuentes está situada en la parte occidental de la Comunidad Foral de Navarra dentro de la región geográfica de la Zona Media de Navarra o Navarra Media y la comarca geográfica de Tierra Estella, el valle de la Berrueza; y a una altitud 648 m s. n. m. Su término municipal tiene una superficie de 2,8 km² y limita al norte con el municipio de Nazar, al este con el de Mendaza, al sur con el de Desojo y al oeste con los de Espronceda y Torralba del Río.
Inicialmente adscrita a la zona no vascófona por la Ley Foral 18/1986, en junio de 2017 el Parlamento de Navarra aprobó el paso de Mirafuentes a la Zona mixta de Navarra mediante la Ley foral 9/2017.

## Demografía
Mirafuentes cuenta con una población de 58 habitantes (INE 2024).
| Gráfica de evolución demográfica de Mirafuentes entre 1842 y 2021                                                     |
| |
| Población de derecho según los censos de población del INE. Población de hecho según los censos de población del INE. |

## Administración y política
Las elecciones de los ayuntamientos de Navarra se rigen por la legislación estatal española, según la cual a los ayuntamientos de hasta 100 habitantes le corresponden tres concejales, entre los cuales se elige al alcalde. En las votaciones para concejales de municipios con población inferior a 250 habitantes y no sometidos a régimen de Concejo Abierto y que tengan menos de 100 habitantes los electores pueden dar su voto a un máximo de 2 candidatos.
| Mandato   | Nombre del alcalde          | Partido político |
| --------- | --------------------------- | ---------------- |
| 1979-1983 | Benito Chasco Larramendi    | AER              |
| 1983-1987 | Andrés Chasco Arzoz         | AEM              |
| 1987-1991 | Antonio González Arana      | IND.             |
| 1991-1995 | Emilio Carlos Ramírez       | IND.             |
| 1995-1999 | Jesús Berraondo Ramírez     | Otros            |
| 1999-2003 | María Dolores Gastón Gastón | IND.             |
| 2003-2007 | José Andrés Chasco Ganuza   | IND.             |
| 2007-2011 | Ángel Chasco Arzoz          | AILB             |
| 2011-2015 | Ángel Chasco Arzoz          | AEIM             |
| 2015-2019 | Roberto Larrion Otermin     | AEIM             |
| 2019-2023 | Mikel Izurdiaga Berraondo   | AEIM             |
| 2023-2027 | Maria Emma Iñigo Huarte     | AEM-I            |

## Historia
Fue una antigua villa de señorío realengo. En 1236 el rey Teobaldo I actualizó sus cargas junto con las de Ubago, ascendiendo en una pecha anual de 800 sueldos y quedando ambos lugares perpetuamente vinculados al patrimonio real de Navarra. En 1511, con todo, los reyes Catalina I de Navarra y Juan III de Albret otorgaron sus rentas al mariscal Pedro de Navarra y Lacarra.
Permaneció unida a La Berrueza hasta su disgregación como entidad administrativa en 1846.
En 1847 consta que Mirafuentes tenía una escuela, dotada con 704 reales al año, y para el servicio de la parroquia contaba con un abad, que era presentado por los vecinos, así como un beneficiado, cuya presentación correspondía, a su vez, al abad.
El Palacio de Mirafuentes aparece como Cabo de Armería en la nómina oficial del Reino. Consta que en 1513 era su dueño Lope de Mirafuentes el cual figuraba como caballero remisionado de cuarteles en el rolde del tesorero de Navarra. Su hijo Pedro López de Mirafuentes obtuvo sentencia de exención en 1524. El año 1696, Josefa de Acedo contrató con Juan de Larrondo, cantero de Asteasu, la obra de la nueva fábrica del palacio. En 1716 pleiteó Diego Francisco de Acedo y Mirafuentes, defendiendo la exención en el pago de cuarteles. En 1746 hubo cuestiones con la Diputación, que se negaba a reconocerle su calidad, hasta que en 1761 mandó el Consejo Real que se anotase en los libros reales como de cabo de armería. En consecuencia, el palaciano solicitó rebate de cuarteles en 1766 y 1782.
En este palacio nació Pedro de Acedo y Mirafuentes Jimenez de Tejada (Mirafuentes 1723-1798 Los Arcos), Gran Prior de San Juan de Jerusalén, emparentado con los dueños del Palacio de Acedo. Se trata de uno de los personajes más notables de La Berrueza.

## Cultura
El 15 de junio se celebra la hoguera de San Adrián. La fiesta comienza con el rezo del rosario en la ermita de San Adrián y el encendido de la hoguera, con la que se prepara la cena para los asistentes;  igualmente  se celebra la fiesta "del mayo",  asociada a las celebraciones primaverales relacionada con la fertilidad de la tierra y la renovación de la naturaleza. 

## Arte
La parroquia de San Román, edificada a principios del siglo XIII en estilo protogótico fue concebida simplemente con una nave estrecha y alargada, compuesta por tres tramos desiguales además de una cabecera cuadrada. Esta nave está articulada por arcos fajones apuntados sobre capiteles de hojarasca que separan las bóvedas de crucería. Estas bóvedas presentan nervios pentagonales apeados en ménsulas. En el siglo XVII se realizan el pórtico y la sacristía mientras que el coro y la torre barroca se realizaron un siglo más tarde. La torre fue construida en el año 1748 por el maestro Martín de Mascarán.
El retablo mayor se realizó entre 1689 y 1697 siendo el arquitecto estellés Juan de Almándoz su autor. Esta obra presenta una traza propia de un barroco inicial. En 1606 se había incorporado un sagrario romanista firmado por Bartolomé Calvo mientras que la talla de la Asunción, atribuida al ensamblador Juan de Lerín y anterior a esa fecha, es del mismo estilo. El resto de la imaginería corresponde al Barroco pleno del siglo XVIII. 
La ermita de San Adrián, muy restaurada en 1955, está compuesta por una nave de sillarejo. Posee una talla de la Virgen de Beraza con el Niño, muy deteriorada del siglo XIII. 